# Aeroporto do Nordeste de Filadélfia
O Aeroporto do Nordeste de Filadélfia (em inglês:  Northeast Philadelphia Airport) é um aeroporto situado na cidade de Filadélfia na Pensilvânia nos Estados Unidos.